# Hustopeče nad Bečvou

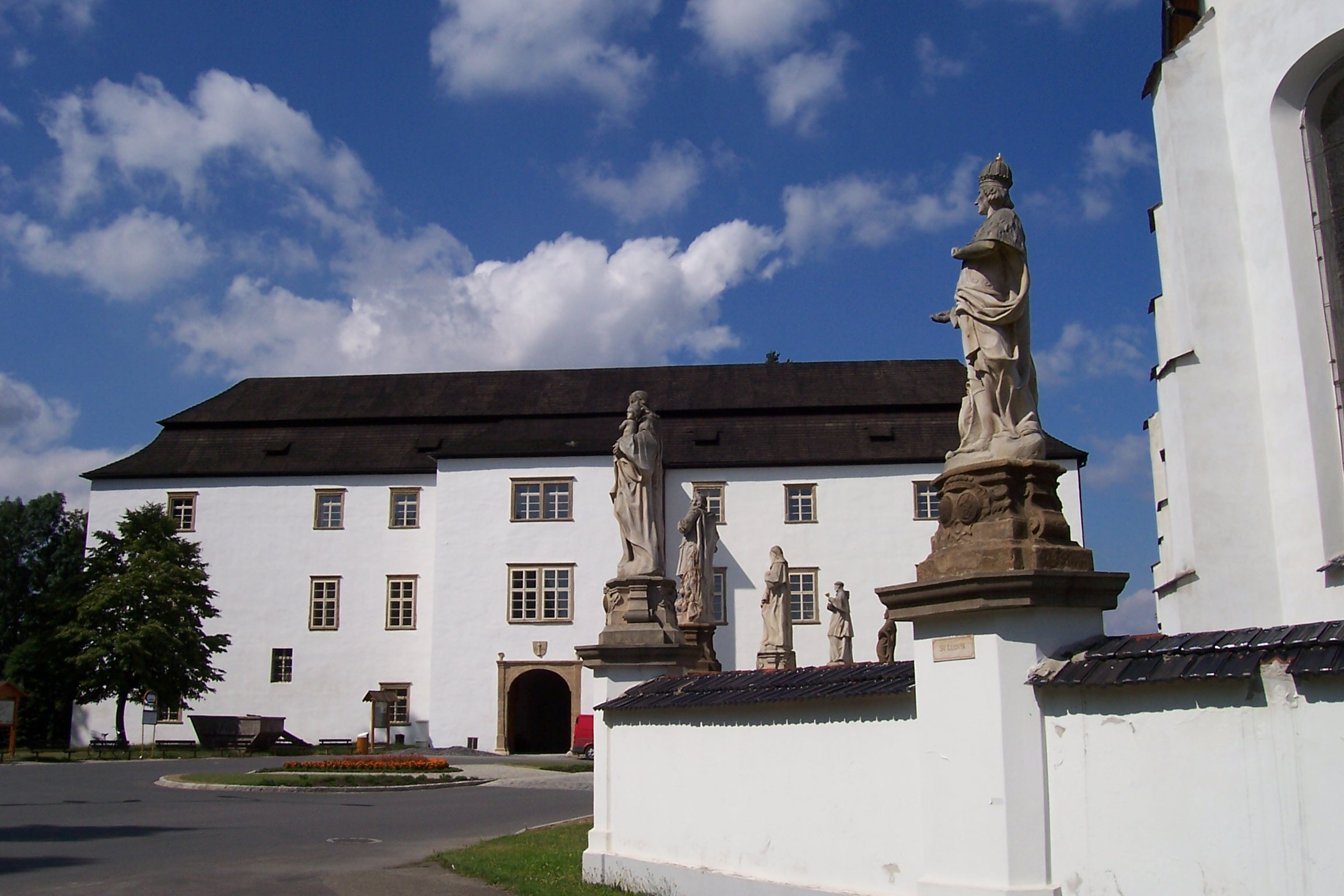
Schloss Hustopeče

Hustopeče nad Bečvou (deutsch Hustopetsch an der Betschwa) ist eine Minderstadt in Tschechien. Sie liegt zehn Kilometer östlich von Hranice und gehört zum Okres Přerov.

## Geographie
Hustopeče nad Bečvou befindet sich rechtsseitig der Bečva am Bach Loučský potok in der Mährischen Pforte. Am südlichen Ortsrand verläuft die Staatsstraße 35 / E 442 von Hranice nach Valašské Meziříčí und einen Kilometer südlich die Bahnstrecke Hranice na Moravě–Vsetín. Südlich von Hustopeče liegen die Teiche Krivoš und Záviš. 
Nachbarorte sind Heřmanice und Vysoká im Norden, Palačov im Nordosten, Poruba im Osten, Lešná, Na Valše und Lhotka nad Bečvou im Südosten, Choryně, Kladeruby und Ve Včelárně im Süden, Pod Doubravou, Němetice, Zámrsky und Skalička im Südwesten, Kamenec, Černotín, Nový Mlýn und Milotice nad Bečvou im Westen sowie Hranické Loučky im Nordwesten.

## Geschichte
Archäologische Funde belegen eine Besiedlung des Gemeindegebietes seit der Altsteinzeit. Die erste schriftliche Erwähnung des Gutes Hustopečsko erfolgte im Jahre 1201. Aus dem Jahre 1249 ist Vilém von Hustopeč als Besitzer überliefert. Im Jahre 1349 überließ Milota von Branitz das Gut Ustopecze seinem Bruder Beneš, der es wenig später an Jan und Drslav von Krawarn verkaufte. Im Jahre 1397 wurde Hustopecze als Städtchen bezeichnet. Weitere Namensformen waren Hustopeče (1437), Hustopeč (1480), Hustopečky, Auspitz (1569), Huspitz (1575), Houstopeče (1621), Hustapeč (1627), Klein Auspitz, Hustopetsch (1675), Hustopečž (1690), Hustopetz (1716), Hustopecžium (1771). Zum Ende des 15. Jahrhunderts erwarben die Herren von Zierotin die Herrschaft. Seit 1569 ist eine Feste nachweisbar. Karl von Zierotin und seine Frau Johanna Černčický von Kácov ließen die Feste zwischen 1580 und 1604 zu einem Schloss umbauen. Ihr Sohn Viktorin gestattete die Ansiedlung von böhmischen Glaubensflüchtlingen, die zum Ende des 16. Jahrhunderts eine Brüderschule einrichteten. 1617 erbte Viktorins jüngster Bruder Wilhelm Friedrich die Herrschaft. Nach dessen Tode im Jahre 1622 fiel der Besitz an dessen Witwe Anna Hoffmann von Grünbüchl. Der erste Nachweis über die Hustopetscher Fischerei stammt aus dem Jahre 1633. Die Herren von Zierotin hielten die Herrschaft bis zur Mitte des 17. Jahrhunderts. Die Matriken wurden ab 1611 in Starý Jičín, ab 1670 in Valašské Meziříčí und seit 1683 im Ort geführt. 1690 wurde ein Schulhaus errichtet. Zwischen 1693 und 1763 gehörte Hustopeče den Podstatzky von Prusinowitz. Im Jahre 1717 brannte die Kirche ab. 1799 erwarben die Freiherren von Baillou die Herrschaft. Der Ort hatte im Jahre 1853 773 Einwohner. Im Jahre 1847 wurde der Ort als Hustopetsch-Markt bezeichnet. Bis zur Mitte des 19. Jahrhunderts bildete Hustopetsch immer eine selbständige Allodialherrschaft.
Nach der Aufhebung der Patrimonialherrschaften bildete Hustopeč/Hustopetsch ab 1850 eine Marktgemeinde in der Bezirkshauptmannschaft Mährisch Weißkirchen. 1884 wurde der Eisenbahnverkehr aufgenommen. Der Markt Hustopeč hatte im Jahre 1900 1162 Einwohner, darunter waren 24 Deutsche. Zu dieser Zeit gab es in Hustopeč sechs Pantoffelfabriken und vier Wirtshäuser. Seit 1909 führt der Ort den amtlichen Namen Hustopeče nad Bečvou / Hustopetsch an der Betschwa. 1930 bestanden in dem Markt 34 Gewerbebetriebe, darunter eine Mühle, eine Walke und eine Dampfsäge. Nach dem Zweiten Weltkrieg wurden die Freiherren von Baillou enteignet. Nach der Aufhebung des Okres Hranice wurde Hustopeče nad Bečvou 1960 dem Okres Přerov zugeordnet. 1976 wurden die Dörfer Milotice nad Bečvou, Poruba, Špičky und Vysoká dem Örtlichen Nationalausschuss (MNV) Hustopeče nad Bečvou angeschlossen. Diese Dörfer und Hranické Loučky wurden 1983 gänzlich eingemeindet. 1980 lebten in Hustopeče nad Bečvou 1217 Personen. Im Jahre 1990 lösten sich Milotice nad Bečvou und Špičky wieder los und bildeten eigene Gemeinden. Seit dem 10. Oktober 2006 besitzt Hustopeče nad Bečvou wieder den Status eines Městys.
Beim Eisenbahnunfall von Hustopeče nad Bečvou am 28. Februar 2025 gerieten mit 1000 Tonnen Benzol beladene Waggons in Brand. Dabei gelangte auslaufendes Benzol ins Grundwasser. Es war vom größten Unglück in Europa seit über 30 Jahren und einer beispiellosen Umweltkatastrophe die Rede.

## Gemeindegliederung
Der Městys Hustopeče nad Bečvou besteht aus den Ortsteilen Hranické Loučky (Litschel), Hustopeče nad Bečvou (Hustopetsch an der Betschwa), Poruba (Hau) und Vysoká (Wissoken).

## Sehenswürdigkeiten
- Schloss Hustopeče, der vierflügelige Renaissancebau ist ein Werk der norditalienischen Baumeister und Steinmetzen Peter Minikat, Rudolf Minikat und Daniel Tiante aus Lugano. Er entstand zwischen 1580 und 1604 für Karl von Zierotin und seine Frau Johanna Černčický von Kácov. 1945 wurde der Besitz der Freiherren von Baillou enteignet. Bis 2001 diente das Schloss als Depositarium des Walachischen Freilichtmuseums Rožnov pod Radhoštěm und wurde danach der Gemeinde Hustopeče nad Bečvou übertragen, die eine Generalsanierung des Bauwerkes einleitete. In der Schlosskapelle befindet sich ein Epitaph von Viktorin von Zierotin († 1611).
- Pfarrkirche der hl. Kreuzerhöhung, erbaut 1597–1611 nach dem Brand der Kirche von 1717 ließ Johann Nepomuk Podstatzky sie wieder aufbauen und die Friedhofsmauer mit den 14, Josef Winterhalder d. A. zugeschriebenen, Heiligenstatuen errichten
- Statue des hl. Florian
- Statue des hl. Johannes von Nepomuk
- Holländerwindmühle in Poruba, erbaut 1853